# 波尔-埃里克·赫耶尔·拉尔森
波尔-埃里克·赫耶尔·拉尔森（丹麥語：Poul-Erik Høyer Larsen，1965年9月20日—），丹麦退役羽毛球运动员。1988年、1990年、1993年-1995年和1999年获得六次丹麦羽毛球公开赛男子单打冠军。1992年、1994年和1996年蝉联第13-15屆歐洲羽毛球錦標賽男子单打冠军。1995年和1996年连续夺得全英羽毛球公开赛男子单打冠军。
1996年获得亞特蘭大奧運會羽毛球男子單打和瑞士羽毛球公开赛男单冠军。2007年2月被选为丹麦羽毛球联合会副主席。在2013年5月18日的投票中，拉尔森以145:120击败苏汉迪纳塔，成为世界羽联自2006年由“国际羽联”更名以来首位来自欧洲的主席。